# Geschützte Landschaften auf La Palma
Auf der Kanarischen Insel La Palma gibt es vier Geschützte Landschaften (Paisaje Protegido, IUCN-Kategorie V). Schutzzweck ist der Erhalt des Landschaftsbildes der jeweiligen Kulturlandschaft. Die Schutzgebiete sind gesetzlich festgelegt.

## El Tablado
28° 49′ N, 17° 53′ W

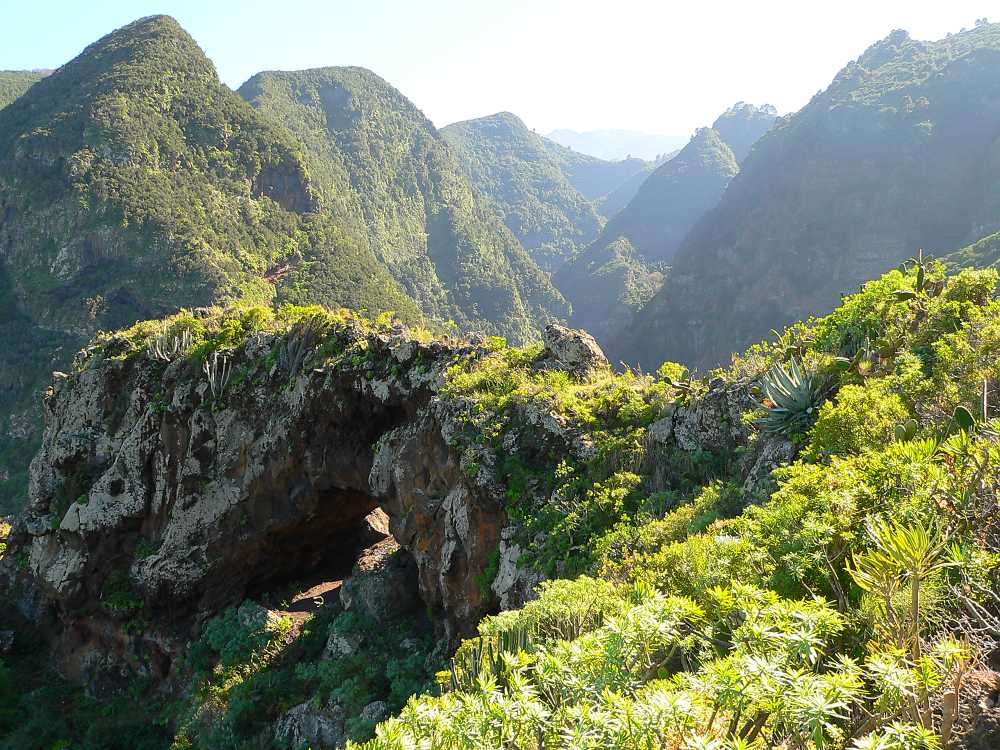
Blick vom Aussichtspunkt Los Andenes

Zwei große Schluchten, der Barranco de Fagundo und der Barranco de Los Hombres, bestimmen das Bild dieser Landschaft. Zwischen den beiden Schluchten liegt auf einem Bergrücken das Dorf El Tablado. Die Balsam-Wolfsmilch ist charakteristisch für die Vegetation.
Das Schutzgebiet grenzt im Norden, Osten und Westen an das Artenschutzgebiet Guelguén. Es hat eine Größe von knapp 222 Hektar und liegt auf dem Gebiet der Gemeinde Garafía. Im Dorf El Tablado leben nach amtlichen Angaben 63 Einwohner.

## Barranco de Las Angustias
28° 42′ N, 17° 55′ W

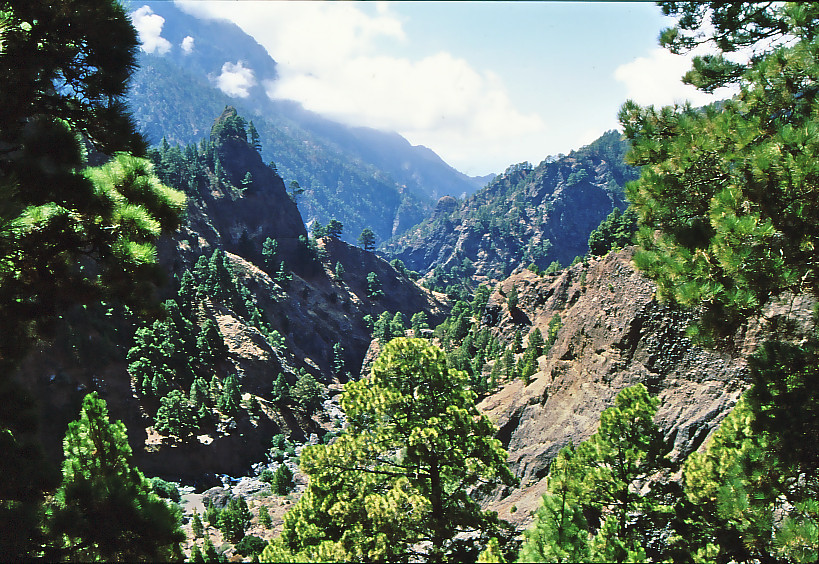
Barranco de Las Angustias

Durch den Barranco de Las Angustias („Schlucht der Ängste“) fließt das Wasser aus der Caldera de Taburiente zum Atlantik hin ab. Der Ausgang der Schlucht befindet sich in Puerto de Tazacorte. Die steilen Felshänge mit Höhenunterschieden von bis zu 1000 Metern vom Grund der Schlucht bieten einer Vielzahl endemischer und bedrohter Arten Lebensraum, in höheren Lagen kommen auch Kanarische Kiefern vor. Die Schlucht ist als geomorphologische Einheit von hohem wissenschaftlichen Interesse und landschaftlichem Wert.
Das Schutzgebiet grenzt im Norden und Nordosten an den Nationalpark Caldera de Taburiente. Es hat eine Größe von etwa 1696 Hektar und liegt auf dem Gebiet der Gemeinden El Paso, Los Llanos de Aridane, Tijarafe und Tazacorte. In Einzelsiedlungen leben insgesamt etwa 80 Einwohner.

## Tamanca
28° 34′ N, 17° 53′ W

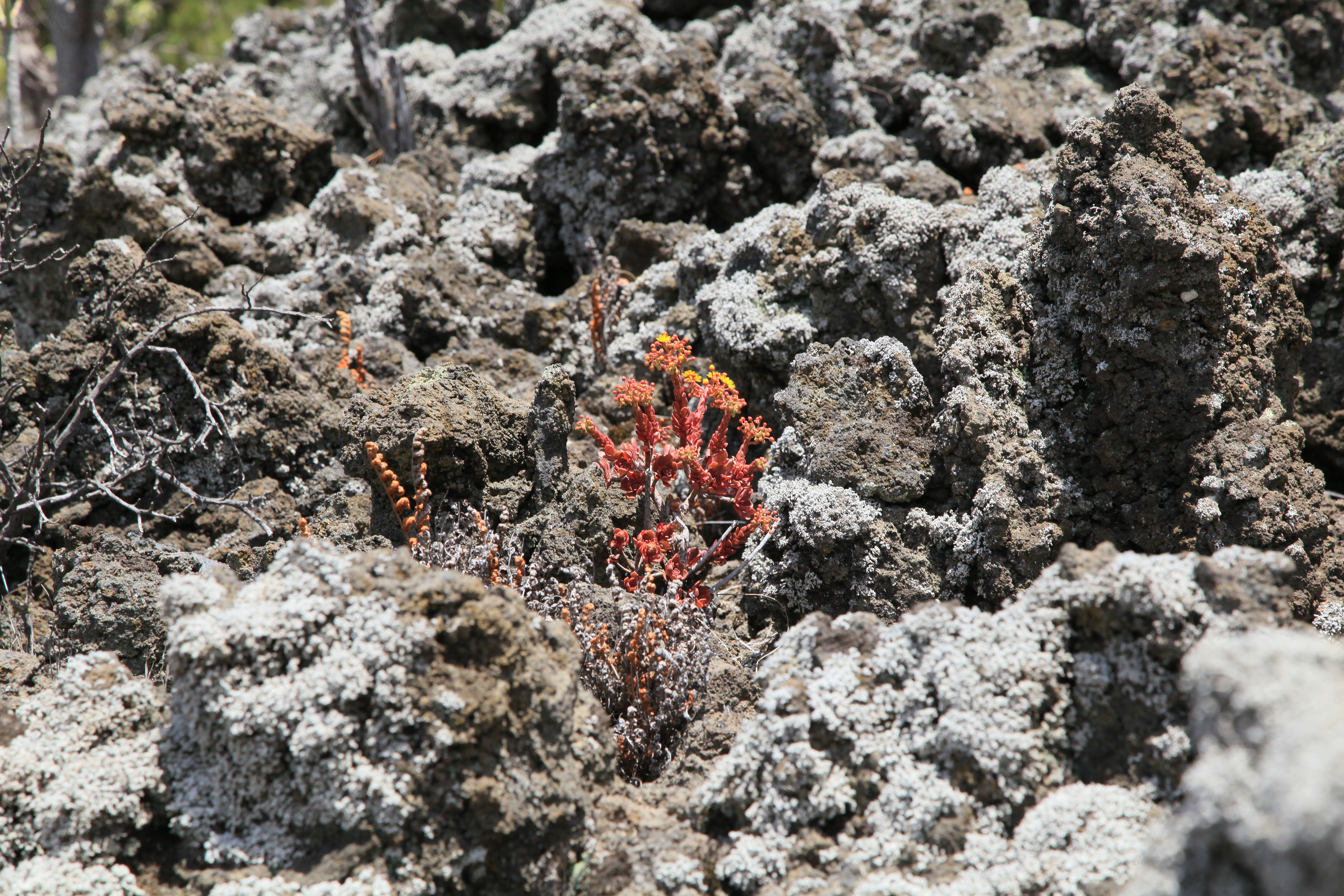
Lavastrom bei El Charco mit Aeoniumpflanze

Tamanca ist ein langgestreckter Streifen an der Westflanke der Cumbre Vieja. Das Gebiet wird geprägt durch alte Lava (aus vorgeschichtlichen Ausbrüchen des Vulkans Deseada, vor etwa 7000 Jahren) und vor allem junge Lavafelder, Folge der Ausbrüche der Vulkane von Jedey (1585) und El Charco (1712), zum Atlantik hin durch Klippen und stark abschüssige Hänge abgeschlossen. An vielen Stellen bildet die natürliche Landschaft mit der landwirtschaftlich extensiv – vor allem für Weinbau – genutzten eine ausgewogene Kulturlandschaft. 55 endemische Pflanzenarten, darunter auch gefährdete, finden hier Lebensraum.
Das Schutzgebiet grenzt im Osten an den Naturpark Cumbre Vieja und im Westen an die Geschützte Landschaft El Remo. Es hat eine Größe von etwa 2007 Hektar und liegt auf dem Gebiet der Gemeinden Fuencaliente, Los Llanos de Aridane und El Paso. In den Teilen der Dörfer El Charco, Los Quemados und Jedey, die innerhalb des Schutzgebietes liegen, leben insgesamt etwa 50 Einwohner.

## El Remo
28° 34′ N, 17° 54′ W

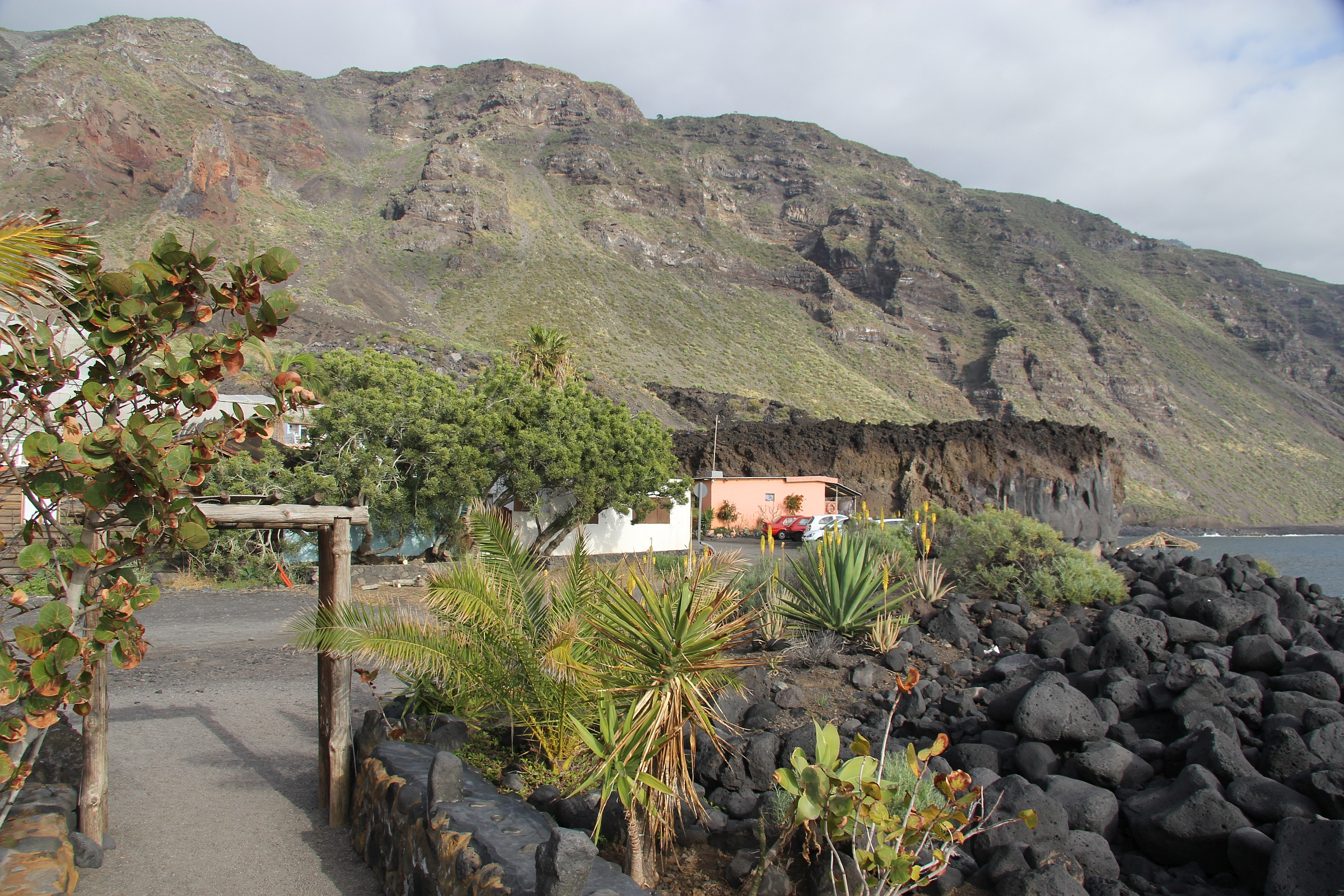
El Remo

El Remo ist ein stark landwirtschaftlich genutztes Gebiet, das durch Bananenplantagen geprägt wird und bereits eine urban geprägte Siedlung in Küstennähe beherbergt.
Das Schutzgebiet grenzt im Osten an die Geschützte Landschaft Tamanca und im Westen an das Meeresschutzgebiet Reserva Marina Isla de La Palma. Es hat eine Größe von knapp 183 Hektar und liegt auf dem Gebiet der Gemeinde Los Llanos de Aridane, südlich von Puerto Naos. Im Dorf El Remo leben etwa 108 Einwohner; dazu kommen zerstreut einzelne Häuser in den Plantagen.